# Реактор са кључалом водом
Реактор који користи обичну воду за хлађење дизајнирала је компанија Џенерал електрик, средином педесетих година двадесетог века.

## Опис
Реактор је карактеризован са две фазе у горњем делу језгра реактора. Долази до циркулације, како воде, тако и водене паре.
Обична вода, често дестилована, је флуид који одводи топлоту са нуклеарног горива. Иста та вода се користи и са хлађење, односно успоравање неутрона у срдици, како би се повећала вероватноћа да дође до фисије на уранијуму, односно до нуклеарне ланчане реакције.

## Поређење са осталим типовима реактора
Лака вода је обична вода. На пример, реактори типа CANDU користе такође воду за хлађење, с тим што је у питању тешка вода. 
У поређењу са реакторима са водом под притиском, који имају два кола односно прстена, реактори са кључалом водом имају само један прстен. Овде, вода кључа директно у реактору, у самом језгру, на температури од око 285 °C. Реактор је дизајниран тако да може да ради са воденом паром.

## Принцип
Засићена пара, која се налази изнад сепаратора, је одведена на турбину где врши рад и покреће генератор електричне енергије.
Преостала вода, одвојена у сепаратору, се помоћу система за хлађење охлади, а затим опет доводи до језгра реактора где је загревана.
Недостатак ових реактора је пре свега могућност преношења радиоактивности из језгра реактора на парну турбину. Због тога, турбина мора да буде веома добро заштићена помоћу материјала који су отпорни на велике количине зрачења. Већина радионуклида који су произведени у води, а затим пренесени на турбину, имају кратко време полураспада, стога турбина може након кратког временског интервала опет да буде уведена у рад.

## Величина
Модерни реактори са кључалом водом користе од 74 до 100 горивних елемената, који су чине 800 горивних шипки. Укупно, то даје око 140 тона уранијума у активној зони реактора. Наравно, количина горива и број горивних елемената зависи од енергије која се жели произвести и од величине језгра реактора.

## Листа реактора описаног типа

### У Америци
- Биг рок поинт, Мичиген
- BONUS, Порторико
- Нуклеарна електрана Браунс Фери (реактори 1, 2 и 3)
- Атина, Алабама
- Нуклеарна генераторска станица Бранзвик, Северна Каролина
- Нуклеарна генераторска станица Клинтон, Илиноис
- Нуклеарна генераторска станица Колумбија, Вашингтон (позната и као WNP-2, Hanford-2, WPPSS-2)
- Нуклеарна станица Купер, Небраска
- Нуклеарна електрана Дрезден, Илиноис
- Енергетски центар Дуејн Арнолд, Ајова
- Станица Елк ривер, Минесота
- Енрико Ферми јединица 2, Мичиген
- Нуклеарна генераторска станица Фицпатрик, Њујорк
- Нуклеарна генераторска станица Гренд галф, Мисисипи
- Нуклеарна генераторска станица Хеч (Едвин Хеч), Џорџија
- Нуклеарна генераторска станица Хоуп крик, Њу Џерзи
- Залив Хамболт, Калифорнија
- Реактор са кључалом водом Ла Крос, Висконсин
- Нуклеарна генераторска станица Округ Ласал, Илиноис
- Нуклеарна електрана Лимерик, Пенсилванија
- Нуклеарна електрана Милстоун (само реактор број 1), Конектикат
- Нуклеарна електрана Монтичело, Минесота
- Нуклеарна генераторска станица Најн мајл поинт, Њујорк
- Нуклеарна генераторска станица Ојстер крик, Њу Џерзи
- Нуклеарна генераторска станица Пич ботом, Пенсилванија
- Нуклеарна генераторска станица Пери, Охајо
- Нуклеарна генераторска станица Пилгрим, Масачусетс
- Нуклеарна генераторска станица Квад ситиз, Илиноис
- Нуклеарна генераторска станица Ривер бенд, Луизијана
- Нуклеарна генераторска станица Шорхем, Њујорк
- Парна електрична станица Сасквехана, Пенсилванија
- Нуклеарни центар Валеситос, Калифорнија
- Вермонт Јенки, Вермонт

### Немачка
- -{Brunsbüttel
- Gundremmingen A
- Gundremmingen
- Isar unit 1
- Krümmel
- Lingen
- Philippsburg
- Würgassen KKW}-

### Индија
- 1 и 2

### Јапан
- Токаи JPDR
- Фукушима Даиичи
- Фукушима Даини
- Хамаока
- Кашивазаки Карива
- Онагава
- Шимане
- Токаи
- Цуруга

### Шпанија
- -{Cofrentes
- Santa María de Garoña}-

### Шведска
- -{Barsebäck
- Forsmark
- Oskarshamn
- Ringhals}-

### Швајцарска
- -{Leibstadt
- Mühleberg}-